# Pratt & Whitney R-1690
Il Pratt & Whitney R-1690 Hornet era un motore aeronautico radiale a 9 cilindri disposti su una singola stella, raffreddato ad aria, prodotto dall'azienda statunitense Pratt & Whitney e largamente usato, nelle sue varie versioni, sui velivoli utilizzati dall'USAAF dagli anni venti a tutti gli anni quaranta.
La sigla R-1690, analogamente a tutta la produzione motoristica statunitense del periodo, identificava il modello in base alla sua cilindrata, 1 690, espressa in pollici cubici (in³).
L'Hornet venne realizzato su licenza anche all'estero; l'azienda tedesca BMW Flugmotorenbau GmbH lo produsse dal 1928 con la denominazione di BMW Hornet, successivamente utilizzato dalla casa bavarese per sviluppare un proprio motore rivisto a livello progettuale che generò una fortunata serie di modelli, il BMW 132, avviati alla produzione nel 1933. In Italia venne prodotto dalla Fiat Aviazione con la denominazione Fiat A.59 R.

## Versioni
Fu disponibile una versione sovralimentata tramite turbocompressore.

## Velivoli utilizzatori
Germania
- Focke-Wulf Fw 200 (esemplare V-1, prototipo)
- Junkers W 34
- Junkers Ju 46
- Junkers Ju 52
- Junkers Ju 86

 Italia
- CANT Z.506 (MM.296, I-CANT, prototipo)

 Stati Uniti
- Bach Air Yacht
- Bellanca 31-40
- Boeing 80
- Boeing 95
- Boeing Monomail
- Douglas O-38
- Douglas XT3D-1
- Keystone B-3
- C-56A, C-56B, C-56C, C-56D, C-56E, C-59/Mk 1a
- Martin B-10 XB-14
- Sikorsky S-42
- Sikorsky S-43
- Vought O2U Corsair
- Wedell-Williams Model 44